# Cerro Maggiore
Cerro Maggiore (Scêr in dialetto legnanese, AFI: [ˈʃɛr]) è un comune italiano di 15 030 abitanti della città metropolitana di Milano in Lombardia, con una sola frazione (Cantalupo).

## Storia
L'origine del nome deriva dal latino cerrus che significa cerro, un albero a foglie caduche della famiglia delle querce. L'aggettivo "maggiore" è stato inserito nel 1862, per meglio individuare il borgo distinguendolo dagli omonimi (es. Cerro al Lambro), mettendone in risalto la maggiore estensione territoriale e demografica.
I primi abitatori di questi luoghi appartennero alla stirpe celtica dei Galli, la cui calata nella Valle Padana si concluse verso la seconda metà del IV sec. a.C. La presenza gallica nel territorio non corrispose affatto con un periodo di pace e di prosperità. Risulta difficile, pertanto, determinare la rilevanza che questo popolo ha avuto nello sviluppo delle nostre città.
La lunga e sistematica opera di romanizzazione, avviata da Roma, a seguito della vittoria ottenuta sui Galli nel 196 a.C. presso l’odierna Casteggio, condusse alla radicale rimozione dei segni lasciati dalla civiltà celtica. Nel periodo dell’egemonia romana, in cui importanti colonie (Legnano, Sesto Calende, Somma Lombardo, Castano, per citarne alcune) vennero fondate sulle grandi vie di comunicazione che da Mediulanum (Milano) conducevano ai laghi e all’Ossola, è impossibile distinguere le vicende dei borghi minori da quelle dei centri principali.
I numerosi ritrovamenti di tombe, armi, monete ed utensili testimoniano, tuttavia, che il territorio cerrese, già prima di Cristo, era intensamente abitato. Nel 476 d.C., convenzionalmente indicato come l’inizio del medio evo, l’Impero romano d’Occidente cadde. L’arrivo in Italia settentrionale, nella metà del VI sec. d.C. (568 d.C.), dei Longobardi e la fondazione del loro regno, pose termine al periodo di instabilità politico istituzionale, seguito al tracollo romano.
Nel 774 Carlo Magno, travolta la fragile resistenza longobarda, represse il dominio longobardo nella penisola, inaugurando quel celebrato periodo carolingio che si sarebbe protratto per oltre un secolo. Conseguenze più diretta della conquista franca sulla campagna milanese fu sicuramente la suddivisione del suo territorio in contadi, in numero di cinque. Il contado del Seprio, di Stazzona, di Burgaria e di Lecco; del contado di Milano, faceva parte anche il fondo di Cerro. Le cronache che riferiscono degli avvenimenti del X secolo, periodo nel quale per esigenze di difesa, legate alle frequenti scorrerie degli Ungari e alle rappresaglie dei duchi aspiranti al Regno d’Italia, molti dei borghi si incastellarono, riportano che Cerro venne fortificata. Del castello, munito di solide mura e di una torre, edificato lungo la vecchia strada per Uboldo, non sono però rimaste tracce.
Nel 1176 la Battaglia di Legnano, tra l’esercito imperiale del Barbarossa e la coalizione degli eserciti lombardi, ebbe tra gli scenari anche il territorio cerrese. Alcuni scontri, probabilmente, si disputarono in località Canazza, che è stata parte del territorio di Cerro sino al 1927.
A seguito di disposizioni imperiali, nel 1185, Cerro, insieme ad altri borghi interessati dai medesimi provvedimenti, venne separata dal contado di Milano e aggregata al contado del Seprio. Il Seprio godette della sua autonomia sino al 1287, data in cui i Visconti, signori di Milano, espugnarono la rocca di Castelseprio, disponendone l’abbattimento, unitamente alla distruzione del borgo. Gli influssi derivanti dallo sviluppo mercantile avviato a Milano durante gli anni della signoria viscontea, non produssero, tuttavia, significativi effetti sul fondo di Cerro, che perseverò nella sua vocazione prevalentemente agricola. Quando, nel XVI secolo, Carlo V assunse il dominio del Ducato di Milano, nel territorio lombardo, l’istituzione del feudo era già molto estesa e, nei due secoli successivi, i dominatori spagnoli incentivarono ulteriormente la tendenza alla vendita dei feudi. A tale logica non poté sottrarsi nemmeno la comunità rurale di Cerro che, alle metà del Seicento, fu acquistata come feudo, dal conte Vincenzo Ciceri.
Il Settecento e l’Ottocento furono per Cerro i secoli dello sviluppo agricolo del suo territorio: alla coltura prevalente del grano, si affiancò quella della vite e del gelso, destinate ad una rapida diffusione. All’Ottocento risale l’affrancamento manifatturiero del comune, incentrato sulla tessitura del cotone. Il sistema di lavoro a domicilio, fondato sull’industria casalinga, lasciò progressivamente spazio alle prime grandi fabbriche.
Nel 1898 i Bernocchi aprirono la prima tessitura di Cerro Maggiore. Accanto all’industria tessile sorsero, dopo la prima guerra mondiale, i primi calzaturifici; il numero degli addetti all’industria del cuoio e delle calzature era inferiore solo a quello del settore tessile. Cerro Maggiore inizia così ad attrarre realtà industriali grazie alla forte promozione di Antonio Bernocchi, industriale della moda tessile, che sarà uno dei maggiori mecenati della storia della città, e verrà nominato cittadino onorario.
I decenni di apertura del Novecento furono anche per Cerro Maggiore quelli dei grandi sconvolgimenti determinati dai conflitti mondiali. La seconda guerra mieté 100 vittime tra i cerresi, un tributo elevatissimo, se si considera che la popolazione del comune, in quegli anni, ammontava a sole 7 000 unità.
Nel locale convento dei Cappuccini venne nascosta la salma di Benito Mussolini, trasferita da Milano dopo i fatti di piazzale Loreto e qui conservata fino al 1957.

### Simboli
Lo stemma del Comune di Cerro Maggiore è stato concesso con regio decreto del 30 marzo 1942.
Lo stemma ha una origine del tutto evidente: si tratta di un'arma parlante, ossia di uno stemma la cui figura principale ha un nome che si identifica con quello del suo titolare. Nel caso specifico, l'albero di cerro consente di identificare immediatamente il Comune di Cerro Maggiore. Il termine "sradicato" in araldica indica una pianta che ha le sue radici di uno smalto diverso da quello del suo fusto. L'espressione "al naturale" indica, invece, una figura che è riprodotta con il suo colore naturale — ossia così come si presenta in natura — e non con uno smalto araldico. Lo stemma di questo Comune fornisce poi anche l'opportunità di sfatare una leggenda, che per lungo tempo aveva trovato terreno fertile fra gli studiosi dell'araldica: quella di considerare gli stemmi parlanti meno illustri degli altri. Stemmi che, invece — è stato accertato — hanno una loro antichissima origine e che proprio a motivo di questa loro strutturale semplicità è logico possano essere stati fra i primi a trovare posto fra i numerosi altri differenti tipi di emblemi araldici.
Il gonfalone, concesso con DPR del 4 giugno 1987, è un drappo di azzurro.

## Monumenti e luoghi d'interesse

### Architetture religiose

#### Chiesa Parrocchiale dei Santi Cornelio e Cipriano

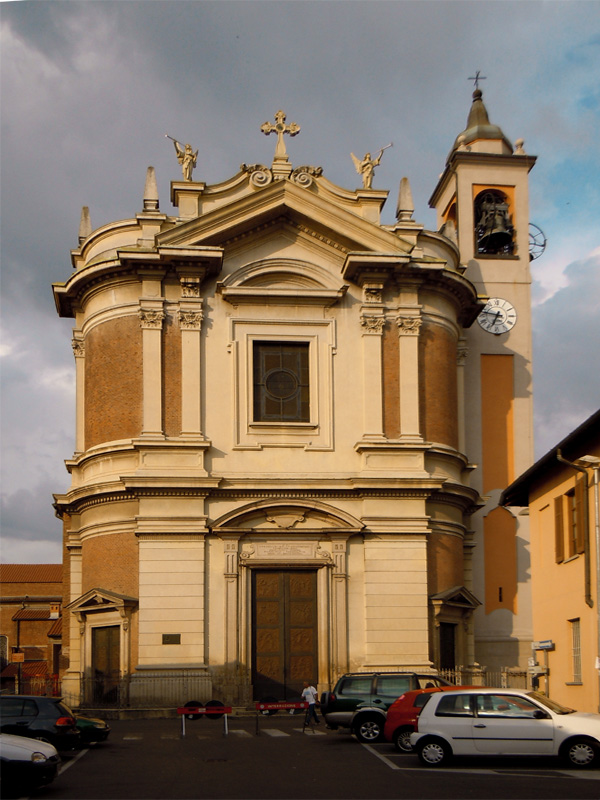
Chiesa dei Santi Cornelio e Cipriano

La chiesa parrocchiale dei Santi Cornelio e Cipriano ha, nelle forme attuali, origini settecentesche.
Essa venne infatti progettata dall'architetto milanese Giovanni Angiolo Caslini nel 1739 su una preesistente struttura e venne terminata nel 1778, anche se al termine dei lavori, la struttura si presentava internamente ancora largamente incompleta.
Nel 1830, la parrocchia decise di stanziare dei fondi che andarono a decorare seppur in modo sobrio l'interno della struttura, la quale venne dotata anche di un nuovo altare maggiore con i lasciti d'eredità di Donna Antonia Albuzzi, un'aristocratica locale, del 1842.
Nel 1908, su iniziativa del parroco Luigi Oltolina, venne eretta una grotta di Lourdes in un'apposita cappella. Nuovi lavori sono stati necessari per la struttura attorno alla fine degli anni '60 quando la chiesa venne ulteriormente ingrandita per volere di Don Vittorio Branca per cui successivamente è stato intitolato l'oratorio parrocchiale.
All'interno la chiesa conserva un crocifisso ligneo, il quale secondo gli studi compiuti da Don Vittorio Branca risalirebbe alla seconda metà del 1700, che è protagonista di una caratteristica processione che si svolge a fine aprile e che la tradizione vuole si svolga annualmente per assicurare alle coltivazioni l'acqua piovana.

#### Chiesa della Visitazione della Beata Vergine Maria (nel Convento dei Cappuccini)
La nascita della chiesa della Visitazione della Beata Vergine Maria di Cerro Maggiore nacque dal connubio della costruzione di una struttura con questo nome eretta nel XVI secolo dal ricco mercante cittadino Pompeo Legnano e dalla necessità dei Frati Cappuccini di instaurare in paese una loro sede.
Fu così che venne completata l'opera di cessione della chiesa all'ordine, su sottoscrizione del notaio Antonio Rinaldi, amico del Legnano, il quale iniziò le pratiche nel 1583, affiancandovi la costruzione di un convento annesso al luogo di culto.
Tra il 1627 ed il 1630 il convento di Cerro Maggiore ebbe per rettore padre Simpliciano Visconti da Milano, membro della nobile famiglia milanese che aveva dato alla Chiesa molti uomini validi: è dalle sue memorie, inoltre che si ricavano dati precisi sui possedimenti del convento.
Il complesso disponeva a quell'epoca anche di una grande biblioteca che venne ampliata con acquisti e donazioni nei secoli successivi, sino agli inizi del XIX secolo quando il convento venne secolarizzato per ordine di Napoleone. I frati cappuccini, però, rientrarono in possesso dello stabile circa novant'anni dopo la soppressione del convento, anche se trovarono la struttura di molto peggiorata da quando l'avevano lasciata e si resero necessari diversi lavori di restauro, sia all'edificio monasteriale, sia alla chiesa della Visitazione. I lavori si protrassero sino al 1964 con il completo rifacimento dell'ultima ala della struttura.
Il 25 agosto 1946, presso il convento dei frati cappuccini di Cerro Maggiore, fu nascosta la salma di Benito Mussolini (1883-1945), dove rimase fino al 30 agosto 1957.

#### Santuario Maria Immacolata della Boretta

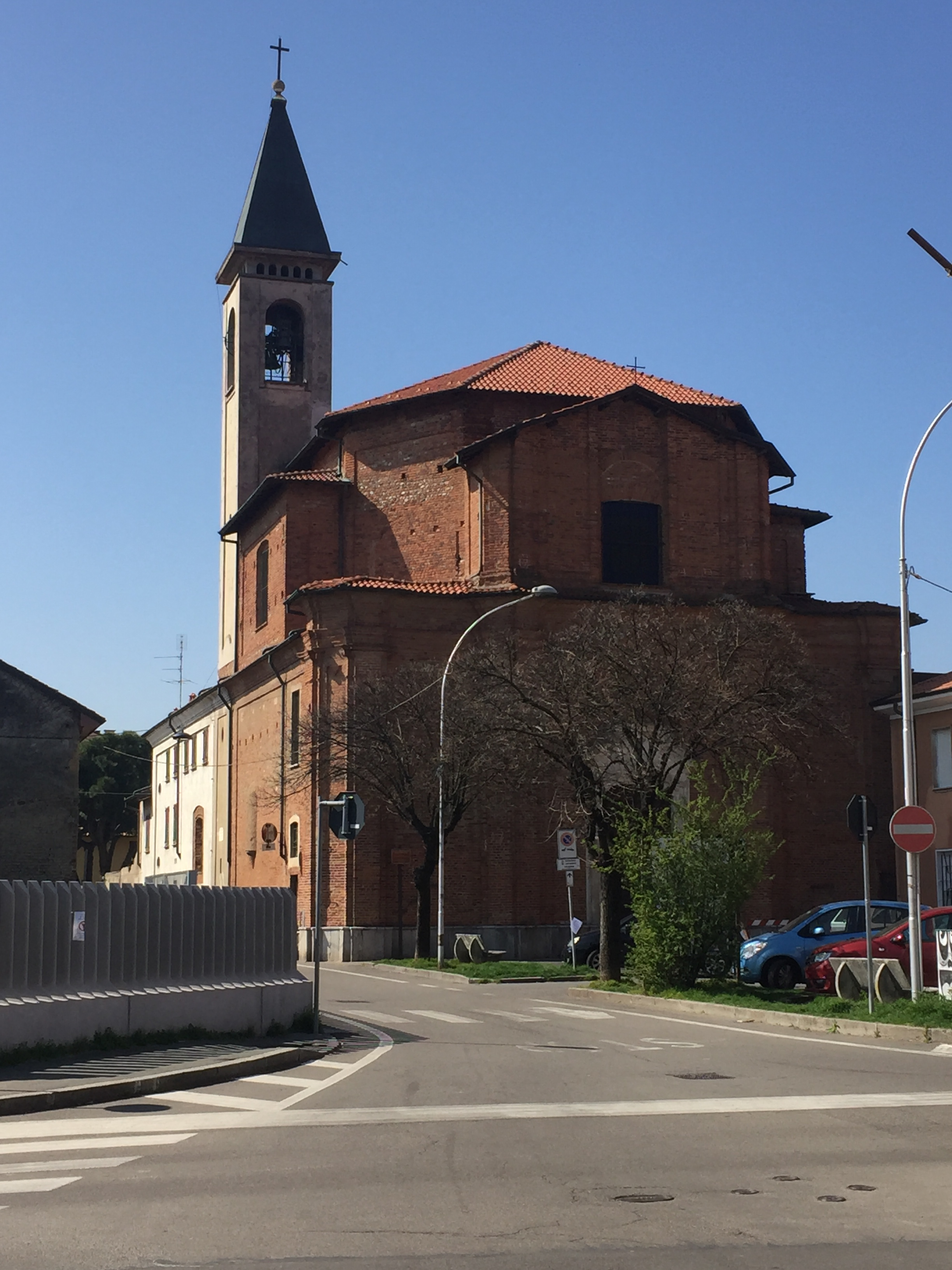
Santuario della Boretta

I cerresi lo chiamano santuario della Boretta perché la prima cappella, identificata nei documenti come "Giesuolo de la Madonna", fu costruita nel 1500 sul terreno di proprietà del signor Boretta.
Un manoscritto, presente nell'archivio parrocchiale, ci informa che nel 1596 il giesuolo era piuttosto malandato e che una confraternita decise di costruire la loro "Giesa de la Madonna de la Concezione" proprio sui resti di quest'ultima cappella. Sarebbe stata una Chiesa di maggiore ampiezza rispetto alla precedente ma di minore grandezza rispetto alla Chiesa principale. Fu così che, tre anni dopo la posa della prima pietra, la chiesa iniziò la propria attività sotto la tutela e la gestione della confraternita.
Il 16 giugno 1617 il cardinale Federico Borromeo visitò il Santuario e notò che era senza campanile. Ordinò per iscritto di innalzarne subito uno e così, trentasei anni dopo, la chiesa ebbe il suo campanile.
Il santuario, come appare ora, è stato riprogettato, ampliato e completato nel 1774. Fu progettato dall'architetto Caslini, lo stesso che progettò la chiesa principale. La nuova chiesa è di forma ottagonale, con cupola e con uno stile Barocco. È in grado di contenere 300 persone. Non fu dimenticato il campanile, stavolta a due campane.
Negli anni a venire, con l'arrivo del governo austriaco nel territorio, il Santuario subì la profanazione da parte delle truppe austriache. Questi ultimi, infatti, erano preoccupanti per la nascita di nuove insurrezioni in provincia simili a quelle accadute nelle Cinque giornate di Milano.
Terminata la Seconda guerra d'indipendenza italiana con la cacciata degli austriaci, i Lombardi si sentirono di nuovo cittadini liberi. I cerresi, in questi anni, si preoccuparono di restaurare e di rendere più bella la "Casa della Madonna". Costruirono la casa del cappellano adiacente al Santuario e internamente, grazie a Don Marelli, fu istituito un decoroso altare e furono inserite le statue di San Carlo e di Sant'Ambrogio.
Negli anni successivi, grazie a don Oltolina prima, a don Vittorio Branca poi e infine a don Giuseppe Angiari, il santuario fu ristrutturato esternamente, fu pregiato con numerosi dipinti e statue, fu dotato di un nuovo organo e fu rinnovato l'altare.

Tutt'oggi, dopo ben 500 anni, al santuario della Boretta si celebrano messe e matrimoni.

#### Chiesa di San Bartolomeo
La chiesa si trova in frazione Cantalupo.

### Architetture civili

#### Palazzo Dal Re
Costruita dalla famiglia Dal Re, ricchi possidenti locali, il palazzo omonimo si staglia nel pieno centro storico del paese, a breve distanza dalla chiesa parrocchiale.
L'ingresso principale è contraddistinto da un muro di cinta e da una cancellata monumentali e consente l'accesso ad un grande cortile colonnato che consente di avere una visione d'insieme del complesso principale e dei due corpi laterali. La parte interna del palazzo è di origine settecentesca ed è ricca di elementi decorativi barocchi di grande pregio, prevalentemente ad affresco.
La villa è stata recentemente oggetto di approfonditi restauri ad opera della sovrintendenza ai beni architettonici.

#### Palazzo Corneliani Dell'Acqua
L'attuale costruzione di Palazzo dell'Acqua, risale all'Ottocento e venne edificata come casa di villeggiatura per la nobile famiglia dei Corneliani. Il palazzo è composto da un corpo centrale e da due ali laterali secondo lo schema classico a "U" con l'aggiunta di una casa colonica e di una cappella privata che racchiudono due cortili interni. Internamente solo alcuni affreschi originari si sono conservati (nell'area dello scalone ed in alcune stanze del piano nobile).
Nel 1927 il Palazzo venne acquistato dalla famiglia Dell'Acqua, distintasi nel campo dell'industria tessile, la quale destinò alcune aree dello stabile per accogliere un asilo per il paese. Negli anni '80 la villa venne ceduta al comune che ne fece la sede dei propri uffici d'amministrazione.

#### Villa Bernocchi Dell'Acqua
La villa, costruita sul finire del Settecento, si presenta nel complesso come una struttura di stile neoclassico. Essa venne fatta costruire per volere della famiglia Bernocchi, notabili possidenti locali. Lo stabile è costituito da un corpo principale che presenta al piano terra un ampio porticato anticamente aperto ma ora chiuso da vetrate. Internamente, anche a causa dei passaggi di proprietà della villa e della poca cura dei relativi proprietari, hanno quasi tutti perso il loro originario splendore e di conseguenza solo poche sale conservano le originali decorazioni a stucco. Sul retro della villa, si estende un parco di discrete dimensioni che accoglie ancora alcune tracce di un progetto di giardino all'italiana.
Nel 1927 la villa venne acquistata dai Dell'Acqua (già proprietari di un altro palazzo in Cerro Maggiore) e successivamente venne ceduta al comune. Attualmente la villa è di proprietà comunale ed accoglie la Biblioteca Civica. Nel corso del 2023 la Villa è stata chiusa per importanti lavori di ristrutturazione e recupero e la biblioteca temporaneamente spostata a Cantalupo.

#### Villa Clerici Riccadonna
Villa Clerici Riccadonna era una villa privata situata in prossimità dell'uscita di Legnano dell'Autostrada A9. La villa era stata progettata dall'architetto Carlo Moretti di Gallarate e finita di costruire nel 1970. L'edificio aveva una struttura unica, sorretta da alcuni supporti a forma di piramide e una colonna centrale aventi lo scopo di sollevare la struttura dal terreno e trasmettere l'idea che questa fluttuasse sopra la nebbia bassa nei giorni invernali. Abbattuta nel 2016 ma abbandonata da oltre un decennio, rappresentava un raro esempio di design avveniristico degli anni 70 del '900 in un territorio caratterizzato generalmente da una urbanizzazione rapida, estesa e di scarso valore architettonico. Nel sito della villa sorge ora un edificio comprendente una catena di fast food ed uno studio dentistico.

## Società

### Evoluzione demografica
Abitanti censiti

### Etnie e minoranze straniere
Secondo i dati ISTAT al 31 dicembre 2010 la popolazione straniera residente era di 1 127 persone. Le nazionalità maggiormente rappresentate in base alla loro percentuale sul totale della popolazione residente erano:
- Marocco 244 - 1,65%
- Albania 194 - 1,31%

### Tradizioni e folclore

#### Palio delle Contrade
Nato nel 1952, il palio delle contrade di Cerro Maggiore non consisteva in una corsa di cavalli e fantini ma una serie di competizioni sportive quali calcio, basket, corsa, o di folklore locale, come gare di ballo o tornei di giochi di carte, che sanciva quale fosse la contrada a prevalere. La manifestazione si svolse saltuariamente in diversi periodi: 1952-57; 1977-84; 1988-89; 1996-2006. Le contrade, che traevano il loro nome da luoghi o eventi radicati nella storia del paese, erano otto (tra parentesi il numero di vittorie): Malvai (5, di cui 4 consecutivi, pur con interruzioni nella manifestazione), Puz Verdu (2), Fulminosa (6, di cui 5 consecutivi), Giseu' (2), San Clemente (1), Stra' Neuva (1), Brughess (4, di cui 3 consecutivi) e Bureta (1). Ad esempio, la contrada Malvai prendeva il suo nome dalla attuale via Dell'Acqua, che insiste sull'antico tracciate della strada mediovale che collegava Cerro a Legnano.

#### Fiera di San Francesco
Il primo lunedì di agosto si svolge la tradizionale Fiera di San Francesco, una fiera mercato (alimentari, abbigliamento e generi vari) che ripercorre le vie centrali del paese.

## Geografia antropica

### Frazioni

#### Cantalupo
L'unica frazione di Cerro Maggiore è Cantalupo, paese di circa 2 800 abitanti. Ha uno dei carnevali più apprezzati della zona: ogni anno dei gruppi di ragazzi si mettono all'opera per creare i carri che sfileranno per le vie del paese. Il suo patrono è San Bartolomeo Apostolo e, durante il fine settimana dopo il 24 agosto, il paese si riempie di bancarelle e di giostre per la festa del patrono. Gran parte del paese è occupato dalla villa Lampugnani che prosegue fino a Cerro Maggiore e fino a San Lorenzo.

## Infrastrutture, trasporti e telecomunicazioni
Cerro Maggiore si trova poco distante dalla SS33 del Sempione e dalla SS527 Bustese. È attraversato dalla SP198 (Buscate - Cerro Maggiore). È presente l'ingresso dell'autostrada E62 - Autostrada dei Laghi.
Fra il 1880 e il 1966 la località era servita dalla tranvia Milano-Gallarate, gestita dalla STIE.
L'attuale trasporto pubblico è effettuato mediante autocorse suburbane svolte da MOVIBUS.
Tra il 1977 ed il 1981 operò a Cerro Maggiore una delle prime emittenti libere della provincia di Milano: RCM Number One, con sede in Via Boccaccio.

## Amministrazione
| Periodo     | Sindaco           | Partito - Lista Civica        |
| ----------- | ----------------- | ----------------------------- |
| 1985 - 1990 | Giuseppe Paleari  | Democrazia Cristiana          |
| 1990 - 1995 | Giuseppe Paleari  | Democrazia Cristiana          |
| 1995 - 1999 | Marina Lazzati    | Lega Lombarda - Lega Nord     |
| 1999 - 2004 | Marina Lazzati    | Lega Nord                     |
| 2004 - 2009 | Antonio Lazzati   | Insieme con Antonio Lazzati   |
| 2009 - 2014 | Antonio Lazzati   | Insieme con Antonio Lazzati   |
| 2014 - 2017 | Teresina Rossetti | Insieme con Teresina Rossetti |
| 2017 - 2018 | Anna Pavone       | Commissario straordinario     |
| 2018 - 2023 | Giuseppina Berra  | Centro-destra                 |
| 2023 -      | Giuseppina Berra  | Centro-destra                 |

### Gemellaggi
- Bad Neustadt an der Saale, dal 2008[30]

## Sport
Hanno sede nel Comune le società di calcio: Aurora Cerro Maggiore Cantalupo e Virtus Cantalupo, che hanno disputato campionati dilettantistici regionali.
Le società di basket sono: A.S.D Pallacanestro Cerro Maggiore e GSO Pallacanestro, che ha disputato il campionato di serie B2 con la squadra seniores femminile.